# 소티리오스 트람바스
소티리오스 트람바스(그리스어: Σωτήριος Τράμπας, 1929년 7월 17일~2022년 6월 10일)는 그리스 정교회 성직자로, 한국 정교회의 제1대 수도 대주교와 피시디아의 명의 수도 대주교를 맡았다.
소티리오스는 1929년 7월 17일에 그리스 아르타에서 태어났다. 아르타 고등학교를 졸업한 그는 1951년 아테네 신학대학에 입학하였다. 그는 반년간 군복무를 하다가 중학교 및 고등학교에서 2년간 설교 및 교리교육 교사로 근무하였다.
1956년 6월 26일, 소티리오스는 레스보스에 있는 레모노스 수도원에 입회하여 수사가 되었으며, 3일 후에 보제로 서품되었다. 1960년 6월 12일에는 사제로 서품되었으며, 같은 해에 대수도사제로 승품되었다. 1965년에서 1968년까지 그리스군의 군종사제로서 사목하였다. 1968년, 아테네 대주교의 차관 겸 아테네 주교좌 성당의 주임 사제로 봉직하였다.
1975년 11월, 소티리오스는 대한민국으로 건너가 선교 활동을 맡겠다고 자임하였으며, 콘스탄티노폴리스 총대주교의 승인을 받아 서울 아현동 성 니콜라스 주교좌 대성당의 주임 사제로 부임하였다. 소티리오스는 부산, 인천, 전주 등지에 정교회 성당을 건립하였고, 가평에는 구세주 변모 수도원을 세웠으며, 일산에는 임시 경당을 세웠다. 1982년에는 한국 최초의 정교회 신학원인 성 니콜라스 신학원을 세워 대한민국을 비롯한 아시아 각국의 정교회 성직자 양성에 주력하기도 하였다.
1993년, 콘스탄티노폴리스 총대주교청 시노드에 의해 뉴질랜드 정교회의 보좌 주교 및 질론의 주교로 서품받았다.
2004년 4월 20일, 콘스탄티노폴리스 총대주교청 시노드의 결의에 따라 한국 정교회는 교구에서 수도 대교구로 승격되었으며, 초대 수도 대주교로 소티리오스가 착좌하였다. 2008년 5월 28일, 한국 수도 대주교직을 은퇴하면서 피시디아의 명의 수도 대주교로 이직되었다.
2022년 6월 10일, 서울에서 93세를 일기로 안식하였다.

## 주요 저서
- 《위대한 선교사 성 사도 바울로》(2011년 9월 20일) ISBN 978-89-929-4121-1
- 《영적 아버지에게서 듣다》(2013년 8월 6일) ISBN 978-89-929-4129-7